# Cratere D'Arsonval
D'Arsonval è un cratere lunare di 30,36 km situato nella parte sud-occidentale della faccia nascosta della Luna, ad est del cratere Perepelkin e sovrapposto al bordo nordorientale del più grande cratere Danjon. 
Il bordo di D'Arsonval è eroso e forma una depressione a sella a sud-est dove si unisce a quello di Danjon. All'interno è presente un basso rilievo elongato, vicino al centro. Dal bordo orientale parte una spaccatura del suolo lunare che si estende verso nord.
Il cratere è dedicato al biofisico francese Jacques-Arsène d'Arsonval.

## Crateri correlati
Alcuni crateri minori situati in prossimità di D'Arsonval sono convenzionalmente identificati, sulle mappe lunari, attraverso una lettera associata al nome.
| D'Arsonval | Coordinate            | Diametro (in km) |
| ---------- | --------------------- | ---------------- |
| A          | 8°24′00″S 124°57′36″E | 17,31            |